# Championnats du monde d'aviron 1999
Navigation
Édition précédente Édition suivante
Les championnats du monde d'aviron 1999, vingt-neuvième édition des championnats du monde d'aviron, ont lieu du 22 au 29 août 1999 à Saint Catharines, au Canada.

## Médaillés

### Hommes
| Épreuves     | Or | Or      | Argent | Argent  | Bronze | Bronze  |
| ------------ | --- | ------- | --- | ------- | --- | ------- |
| M1x          | Nouvelle-Zélande Rob Waddell | 6:36.68 | Suisse Xeno Müller | 6:40.96 | Canada Derek Porter | 6:43.99 |
| M2x          | Slovénie Iztok Čop (b) Luka Špik (s) | 6:04.37 | Allemagne Sebastian Mayer (b) Stefan Roehnert (s) | 6:06.15 | Norvège Fredrik Bekken (b) Olaf Tufte (s) | 6:06.20 |
| M4x          | Allemagne Marco Geisler (b) Andreas Hajek (2) Stephan Volkert (3) André Willms (s)                                                                                                   | 6:24.37 | Ukraine Oleh Lykov (b) Oleksandr Marchenko (2) Leonid Shaposhnykov (3) Oleksandr Zaskalko (s)                                                                                | 6:27.39 | Australie Jason Day (b) Duncan Free (2) Peter Hardcastle (3) Stuart Reside (s) | 6:28.20 |
| M2+          | États-Unis James Neil (b) Phil Henry (s) Nicholas Anderson (c) | 6:48.56 | Allemagne Jörg Dießner (b) Enrico Schnabel (s) Felix Erdmann (c) | 6:48.81 | Argentine Damian Ordás (b) Walter Balunek (s) Patricio Mouche (c) | 6:56.07 |
| M2-          | Australie Drew Ginn (b) James Tomkins (s) | 6:19.00 | France Michel Andrieux (b) Jean-Christophe Rolland (s) | 6:22.21 | Croatie Oliver Martinov (b) Ninoslav Saraga (s) | 6:24.86 |
| M4+          | États-Unis Tom Murray (b) Daniel Protz (2) Garrett Klugh (3) Jake Wetzel (s) Sean Mulligan (c)                                                                                       | 6:38.31 | Grande-Bretagne Rick Dunn (b) Jonny Searle (2) Jonny Singfield (3) Graham Smith (s) Alistair Potts (c)                                                                       | 6:40.18 | Roumanie Ovidiu Cornea (b) Vasile Măstăcan (2) Valentin Robu (3) Nicolae Țaga (s) Dumitru Răducanu (c) | 6:41.89 |
| M4-          | Grande-Bretagne James Cracknell (b) Steve Redgrave (2) Ed Coode (3) Matthew Pinsent (s)                                                                                              | 5:48.57 | Australie Ben Dodwell (b) Bo Hanson (2) Geoff Stewart (3) James Stewart (s)                                                                                                  | 5:50.11 | Italie Lorenzo Carboncini (b) Riccardo Dei Rossi (2) Valter Molea (3) Carlo Mornati (s) | 5:51.41 |
| M8+          | États-Unis Bryan Volpenhein (b) Robert Kaehler (2) Porter Collins (3) Tom Welsh (4) Michael Wherley (5) Jeffrey Klepacki (6) Garrett Miller (7) Chris Ahrens (s) Peter Cipollone (c) | 6:01.58 | Grande-Bretagne Bob Thatcher (b) Ben Hunt-Davis (2) Fred Scarlett (3) Louis Attrill (4) Luka Grubor (5) Kieran West (6) Tim Foster (7) Steve Trapmore (s) Rowley Douglas (c) | 6:03.27 | Russie Sergey Matveyev (b) Alexander Litvinchev (2) Dmitri Kovalev (3) Vladimir Volodenkov (4) Andrey Glukhov (5) Dimitri Axenov (6) Nikolay Aksyonov (6) Pavel Melnikov (7) Dmitry Rozinkevich (s) Aleksandr Lukyanov (c) | 6:04.64 |
| Poids légers | |         | |         | |         |
| LM1x         | Danemark Karsten Nielsen | 6:47.97 | Tchéquie Michal Vabroušek | 6:51.14 | Hongrie Gergely Kokas | 6:53.14 |
| LM2x         | Italie Michelangelo Crispi (b) Leonardo Pettinari (s) | 7:12.46 | Australie Bruce Hick (b) Haimish Karrasch (s) | 7:15.95 | Allemagne Ingo Euler (b) Bernhard Rühling (s) | 7:18.80 |
| LM4x         | Italie Simone Forlani (b) Daniele Gilardoni (2) Franco Sancassani (3) Mauro Baccelli (s)                                                                                             | 6:27.71 | Allemagne Manuel Brehmer (b) Franz Mayer (2) Dennis Niemeyer (3) Thorsten Schmidt (s)                                                                                        | 6:32.41 | Irlande Neal Byrne (b) James Lindsay-Fynn (2) Noel Monahan (3) Gearoid Towey (s) | 6:32.81 |
| LM2-         | Italie Stefano Basalini (b) Paolo Pittino (s) | 7:28.35 | Chili Miguel Cerda (b) Christián Yantani (s) | 7:29.05 | Irlande Neville Maxwell (b) Tony O'Connor (s) | 7:29.18 |
| LM4-         | Danemark Eskild Ebbesen (b) Thomas Ebert (2) Victor Feddersen (3) Thomas Poulsen (s)                                                                                                 | 6:45.63 | Australie Darren Balmforth (b) Simon Burgess (2) Anthony Edwards (3) Bob Richards (s)                                                                                        | 6:47.15 | France Jean-David Bernard (b) Xavier Dorfman (2) Yves Hocdé (3) Laurent Porchier (s) | 6:47.35 |
| LM8+         | États-Unis William Plifka (b) Chris Kerber (2) John Cashman (3) Eric Den Besten (4) Kevin Cotter (5) Greg Ruckman (6) Nicholas Tripician (7) Sean Kammann (s) Alexey Salamini (c)    | 5:34.43 | Grande-Bretagne Phil Baker (b) Gary Davies (2) Aiden Tucker (3) Mike Louzado (4) James McGarva (5) Ned Kittoe (6) Nick Strange (7) Ben Webb (s) Christian Cormack (c)        | 5:36.08 | Italie Lorenzo Bertini (b) Filippo Dodero (2) Stefano Fraquelli (3) Carlo Grande (4) Andrea Lupini (5) Salvatore Messina (6) Marco Paniccia (7) Bruno Pasqualini (s) Antonia Cirillo (c)                                   | 5:36.93 |

### Femmes
| Épreuves     | Or | Or      | Argent | Argent  | Bronze | Bronze  |
| ------------ | --- | ------- | --- | ------- | --- | ------- |
| W1x          | Biélorussie Ekaterina Karsten | 7:11.68 | Allemagne Katrin Rutschow | 7:14.70 | Bulgarie Rumyana Neykova | 7:17.02 |
| W2x          | Allemagne Kathrin Boron (b) Jana Thieme | 6:41.98 | Chine Liu Lin (b) Zhang Xiuyun (s) | 6:45.99 | Pays-Bas Pieta van Dishoeck (b) Eeke van Nes (s) | 6:46.18 |
| W4x          | Allemagne Maren Derlien (b) Meike Evers (2) Kerstin Kowalski (3) Manuela Lutze (s) | 7:06.53 | Ukraine Jana Kramarenko (b) Svitlana Maziy (2) Tatyana Osutuzhanina (3) Olena Morozova-Ronzhina (s)                                                                                   | 7:09.98 | Russie Oxana Dorodnova (b) Yuliya Levina (2) Larisa Merk (3) Olga Samulenkova (s) | 7:11.64 |
| W2-          | Canada Theresa Luke (b) Emma Robinson (s) | 7:00.85 | Allemagne Elke Hipler (b) Kathleen Naser (s) | 7:02.77 | Australie Kate Slatter (b) Rachael Taylor (s) | 7:03.83 |
| W4-          | Biélorussie Yuliya Bichyk (b) Elena Mikulitch (2) Olga Tratsevskaya (3) Marina Znak (s) | 6:26.25 | Allemagne Sandra Goldbach (b) Marita Scholz (2) Mira Van Daelen (3) Sonja Van Daelen (s)                                                                                              | 6:28.29 | États-Unis Sara Field (b) Tristine Glick (2) Wendy Wilbur (3) Maite Urtasun (s) | 6:31.15 |
| W8+          | Roumanie Georgeta Damian (b) Maria Magdalena Dumitrache (2) Doina Ignat (3) Ioana Olteanu (4) Marioara Popescu (5) Doina Spîrcu (6) Viorica Susanu (7) Aurica Bărăscu (s) Elena Georgescu (c) | 6:47.66 | États-Unis Torrey Folk (b) Amy Fuller (2) Sarah Jones (3) Katherine Maloney (4) Amy Marie Martin (5) Elizabeth McCagg (6) Linda Miller (7) Monica Tranel-Michini (s) Rajanya Shah (c) | 6:48.81 | Canada Buffy-Lynne Williams (b) Laryssa Biesenthal (2) Alison Korn (3) Theresa Luke (4) Heather McDermid (5) Emma Robinson (6) Dorota Urbaniak (7) Kubet Weston (s) Lesley Thompson-Willie (c) | 6:53.19 |
| Poids légers | |         | |         | |         |
| LW1x         | Suisse Pia Vogel | 7:33.80 | États-Unis Lisa Schlenker | 7:34.99 | Argentine Maria Garisoain | 7:35.81 |
| LW2x         | Roumanie Constanța Burcică (b) Camelia Macoviciuc (s) | 8:12.67 | États-Unis Christine Smith-Collins (b) Sarah Garner (s) | 8:16.30 | Australie Virginia Lee (b) Sally Newmarch (s) | 8:19.88 |
| LW4x         | États-Unis Molly Brock (b) Mary Angie Cummins (2) Sara Den Besten (3) Sherri Kiklas (s) | 7:17.82 | Allemagne Angelika Brand (b) Maja Tarmstadt (2) Anna Kleinz (3) Christine Morawitz (s)                                                                                                | 7:20.19 | Canada Nathalie Benzing (b) Tracy Duncan (2) Katrina Scott (3) Renata Troc (s) | 7:33.57 |
| LW2-         | États-Unis Linda Muri (b) Rachel Anderson (s) | 8:31.11 | Grande-Bretagne Jane Hall (b) Milindi Myers (s) | 8:31.72 | Zimbabwe Nicola Davies(b) Jill Lancaster (s) | 9:00.98 |